# Poliopastea mirabilis
Poliopastea mirabilis är en fjärilsart som beskrevs av Max Wilhelm Karl Draudt 1917. Poliopastea mirabilis ingår i släktet Poliopastea och familjen björnspinnare. Inga underarter finns listade i Catalogue of Life.